# دیوید کاسترو
دیوید کاسترو (انگلیسی: David Castro؛ زادهٔ ۷ فوریهٔ ۱۹۹۶) هنرپیشه اهل ایالات متحده آمریکا است.
از فیلم‌ها یا برنامه‌های تلویزیونی که وی در آن نقش داشته‌است می‌توان به ۲۷ دست لباس اشاره کرد.